# Kamsdorf
Kamsdorf là một đô thị thuộc huyện Saalfeld-Rudolstadt, trong bang Thüringen, nước Đức. Đô thị Kamsdorf có diện tích 6,9 km².